# Periploca sepium
Periploca sepium là một loài thực vật có hoa trong họ La bố ma. Loài này được Bunge mô tả khoa học đầu tiên năm 1835.

## Hình ảnh

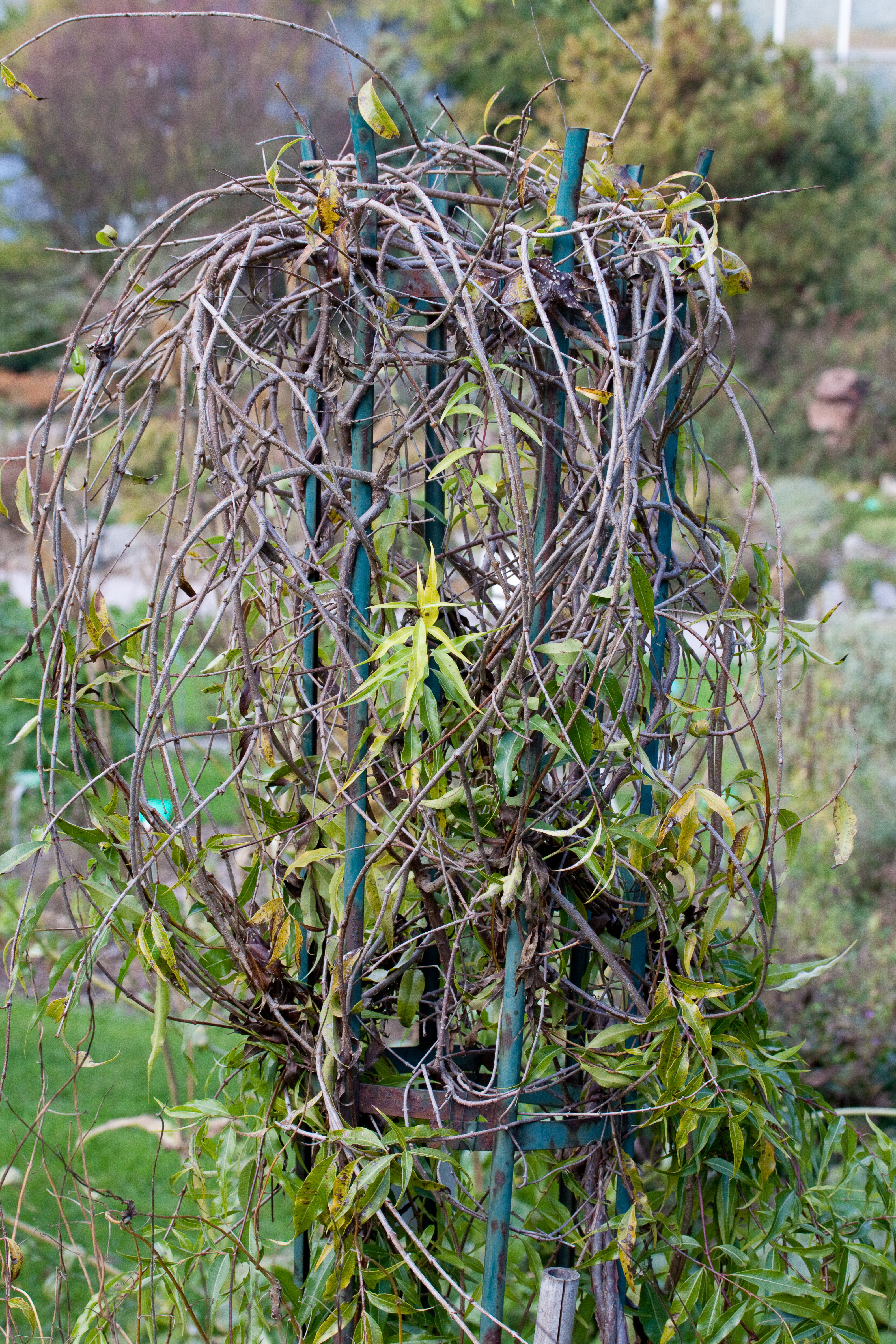
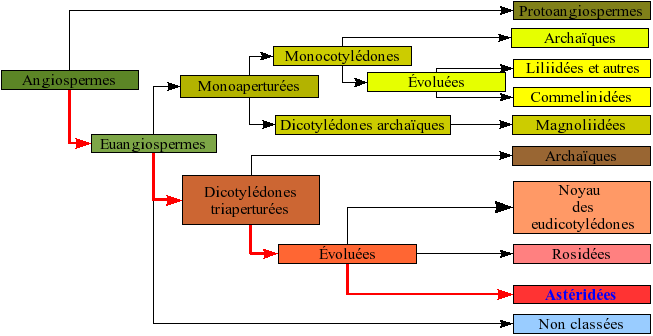
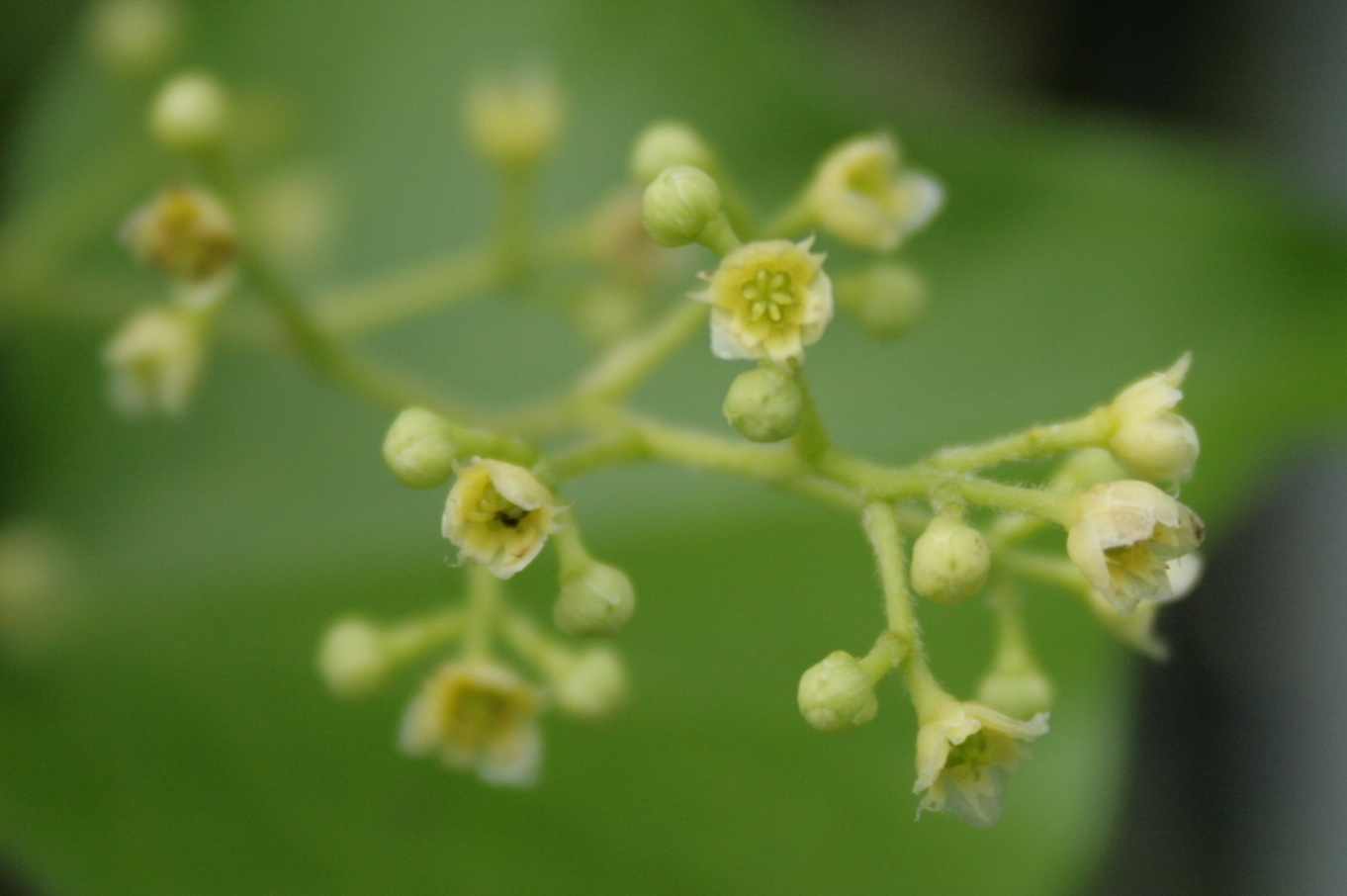
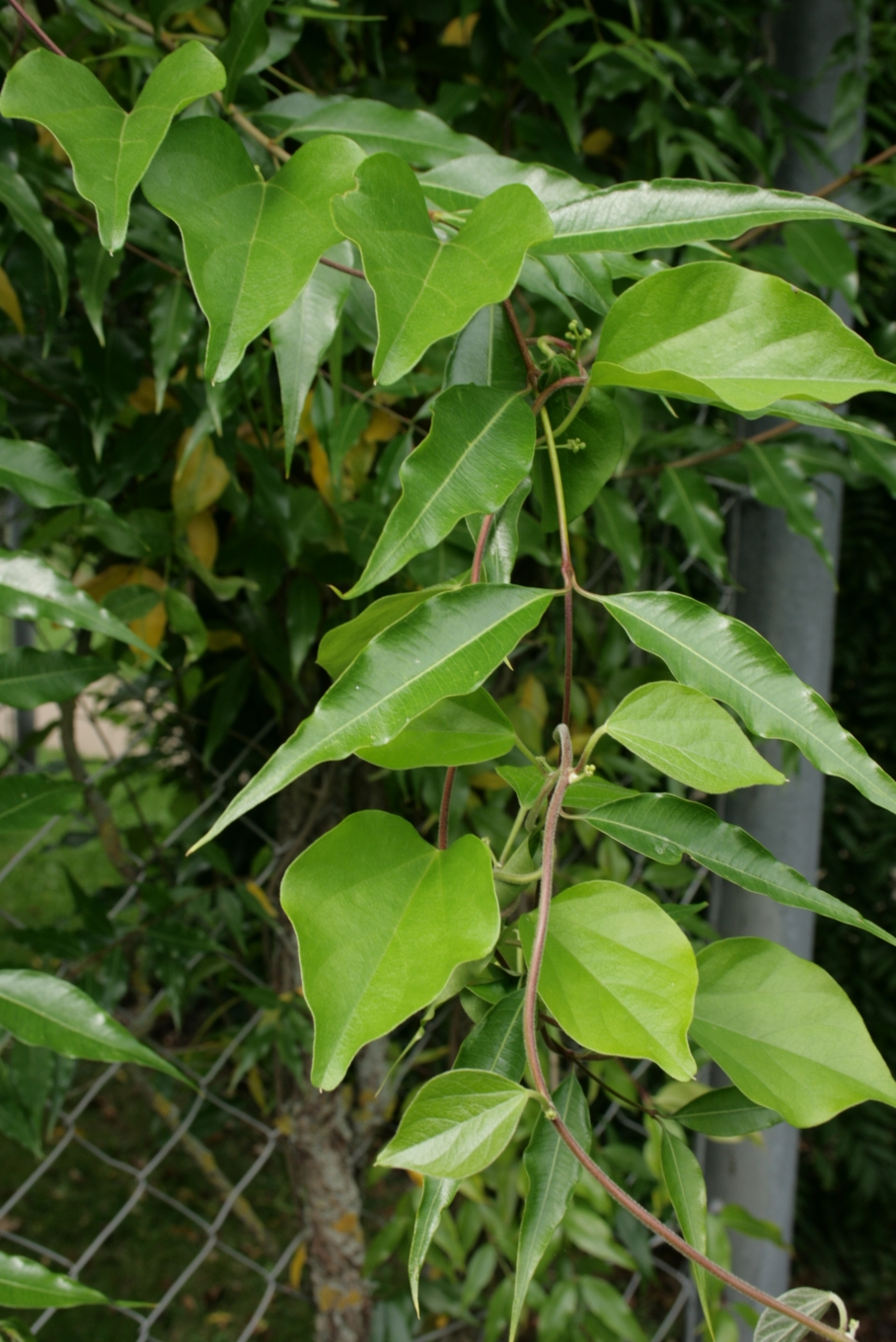